# トラウト・マスク・レプリカ
トラウト・マスク・レプリカ (Trout Mask Replica) は、ドン・ヴァン・ヴリートが率いるキャプテン・ビーフハート・アンド・ヒズ・マジック・バンドが1969年に発表した3作目のアルバムである。プロデュースはフランク・ザッパが担当した。発表当時は、2枚組のLP盤で発売された。

## 背景
キャプテン・ビーフハート・アンド・ヒズ・マジック・バンドはデビュー当初から所属レーベルに頭を悩ませてきた。1966年、彼等はA&Mレコードからデビュー・シングル『ディディ・ワ・ディディ』と2作目のシングルを発表したが、いずれもヒットしなかったので契約を打ち切られてしまった。1967年9月、ブッダ・レコードから、ボブ・クラスナウとリチャード・ペリーが共同でプロデュースしたデビュー・アルバム『セイフ・アズ・ミルク』を発表し、10月から11月にかけて、"It Comes To You In A Plain Brown Wrapper"と名付けた新作アルバムをクラスナウのプロデュースにより制作した。しかし、ブッダ・レコードは、新作アルバムの企画を中止して、音源を全てお蔵入りにした。そしてバブルガム・ポップを商売の要とする方針を固めて、1968年2月に彼等との契約を解除した。
クラスノウは、ブッダ・レコードが差し押さえた音源に代わるものを彼等に新たに録音させて、自分が設立したブルー・サム・レコードから発表することにした。彼等は同年4月から5月にかけての8日間、クラスノウのプロデュースにより、新たな録音を行なったが、十分なリハーサルなしに短期間で作業を行なったので、ヴァン・ヴリートやメンバーは出来栄えには満足しなかった。

## 経緯
1968年、ヴァン・ヴリートの高校時代の同級生でキャプテン・ビーフハートの名が誕生するきっかけを作ったフランク・ザッパは、ビザール・レコードとストレイト・レコードという2つのレーベルを設立した。ザッパは所属レーベルに苦しめられてきたヴァン・ヴリートにストレイト・レコードに移籍して完全に自由な環境の中で芸術活動を行なうことを勧め、ヴァン・ヴリートは旧友の勧めに従ってクラスノウやブルー・サム・レコードと決別した。同年8月、キャプテン・ビーフハート・アンド・ヒズ・マジック・バンドはサンセット・サウンド・レコーダーズで、ヴァン・ヴリート、ジェフ・コットン（ギター）、ビル・ハークルロード（ギター）、ジョン・フレンチ（ドラムス）の正式メンバーと、一時契約したゲイリー・"マジック"・マーカー（ベース・ギター）の顔ぶれで、ザッパをプロデューサーに迎えて、「ムーンライト・オン・ヴァーモント」と「ヴェテランズ・デイ・ポピー」を録音した。
同年10月、一時契約を結んでいたマーカーが辞め、代わりにマーク・ボストン（ベース・ギター）が正式メンバーとして加入した。さらにヴァン・ヴリートの従兄弟にあたるヴィクター・ヘイデン（バスクラリネット）が客演者として参加した。

## 制作
ヴァン・ヴリートらはロサンゼルス郊外にあるウッドランド・ヒルの小さなレントハウスに集団で暮らして、ヴァン・ヴリートが作った難曲を録音する為に1日12時間のリハーサルを8ヶ月に渡って行った。彼はほとんどの楽曲を今までに試みたことのない方法で作曲した。演奏経験のないピアノを使用したのである。彼は従来の音楽に関する知識をまったく持ち合わせていなかったため、経験のないピアノを使用することによって既存の音楽の枠組みや構造から逸脱した形で作曲を行うことが出来た。彼は直感だけを頼りに、気に入ったリズムやメロディのパターンを発見するまでピアノの前に座った。
以前のアルバム制作では、ヴァン・ヴリートがフレーズを口笛や歌で表現して、それをフレンチがテープに録音していたが、彼には一部を手違いで消去してしまってヴァン・ヴリートに大いに叱られた苦い経験があった。そこで今回は、ヴァン・ヴリートがピアノで叩き出すフレーズをすべて記譜し、その楽譜のとおりに演奏してヴァン・ヴリートに聞かせることにした。フレンチによれば、収録曲の75%から80％がこのような作曲・記譜の方法で作られたが、「ペイナ」や「マイ・ヒューマン・ゲッツ・ミーブルース」等はピアノではなく口笛に基づいて記譜された。フレンチはフレーズを記譜しただけでなくパート譜も書いて他のメンバーに演奏を指導した。しかしヴァン・ヴリートは本作での作・編曲を全て自分一人で完成させたと主張し、フレンチは「自分も編曲者としてクレジットされるべきではないかと感じていたが、一度もされなかった」と述べている。
ヴァン・ヴリートは自分の構想を実現する為に、メンバーを芸術の面でも感情の面でも完全に支配した。フレンチはレントハウスでの集団生活を「カルトじみていた」と回想し、訪問した友人は「まさにマンソン・ファミリーのような環境だった」と形容した。また、メンバーは金銭や食料も切迫していた。彼らには生活保護金と親類からの仕送り以外の収入はなく、フレンチによればカップ一杯の大豆だけでひと月を過ごしたこともあった。またある時には、彼等はあまりの苛酷さに耐えられずに食品を万引きして逮捕されてしまい、ザッパに保釈保証人になってもらって釈放されたこともあった。ヴァン・ヴリートは自分の強固な支配の象徴の一つとして、キャプテン・ビーフハートという奇妙な名前の人間が同じような奇妙な名前の面々を率いているという状況を設定する為に、メンバー全員に新しい名前を付けた。コットンはアンテナ・ジミー・ザーメンズ、ハークルロードはズート・ホーン・ロロ、ボストンはロケット・モートン、フレンチはドラムボ、ヘイデンはザ・マスカラ・スネイクになった。
1969年3月、彼等は録音の準備を整えた。ザッパはエンジニアのディック・カンクを伴って彼等が住むレントハウスにポータブルの録音機材を持ち込み、別々の部屋でバンドの演奏を録音するフィールド・レコーディングの形を取った。録音は素晴らしい仕上がりでザッパは満足したが、ヴァン・ヴリートはザッパが録音費用を出し惜みしているのではないかという疑いを抱き、スタジオを使用して録音することを主張した。ヴォーカルは最初からスタジオで録音することが決まっていたので、ザッパはバンドのスタジオ入りの段取りを整えた。録音はグレンデールのホイットニー・スタジオで行なわれた。日頃からリハーサルを重ねていたヒズ・マジック・バンドは、20のバッキングトラックの録音をわずか6時間で終え、その後ヴァン・ヴリートはヘッドホンを着用してモニタリングする代わりに、スタジオの窓から微かに聴こえる演奏音のみを頼りに、ヴォーカルと管楽器のダビングを2日間で終了した。こうして本作は、ミキシング作業を含めて4日間で完成した。
アルバム・ジャケットの撮影とデザインはカル・シェンケルが担当した。彼は地元の魚屋で購入した鯉の頭をマスクに改造してヴァン・ヴリートに被せた。裏面にはヴァン・ヴリート、コットン、ハークルロード、ボストンとフレンチ、見開きの内側には4人とフレンチに代わってヘイデンが写った。

## 評価
ブルース、実験音楽、フリー・ジャズ等の様々な音楽を取り入れて、後のオルタナティブ・ロックやポスト・パンクに多大な影響を与えた重要な作品として、発表以来、高く評価されてきた。
BBCの伝説的DJであるジョン・ピールは、「ポップ・ミュージックの歴史において、音楽以外の領域で活動する芸術家たちにも理解し得る、芸術作品として見なすことが出来る音楽作品が存在するとしたら、おそらく『トラウト・マスク・レプリカ』がそのような作品である」と述べている。
2003年にはローリングストーン誌の500 Greatest Albums of All Timeの第58位、2012年版には第60位に選出された。
1989年にはイギリスのロックバンド、XTCによって「エラ・グールー」がカバーされた。
2022年には同じくイギリスのロックバンド、ブラック・ミディによって「ムーンライト・オン・ヴァーモント」がカバーされた。

## 収録曲
収録曲の邦題は日本盤CDに準拠。

### オリジナルLP
| 全作詞・作曲: Don Van Vliet。 | |               |               |      |
| #                             | タイトル | 作詞          | 作曲・編曲    | 時間 |
| 1.                            | 「フロウンランド Frownland」                                                                                             | Don Van Vliet | Don Van Vliet | 1:41 |
| 2.                            | 「ザ・ダスト・ブロウズ・フォワード・アンド・ザ・ダスト・ブロウズ・バック The Dust Blows Forward 'n the Dust Blows Back」 | Don Van Vliet | Don Van Vliet | 1:53 |
| 3.                            | 「ダッハウ・ブルース Dachau Blues」                                                                                      | Don Van Vliet | Don Van Vliet | 2:21 |
| 4.                            | 「エラ・グールー Ella Guru」                                                                                             | Don Van Vliet | Don Van Vliet | 2:26 |
| 5.                            | 「ヘア・パイ:ベイク1 Hair Pie: Bake 1」                                                                                  | Don Van Vliet | Don Van Vliet | 4:58 |
| 6.                            | 「ムーンライト・オン・ヴァーモント Moonlight on Vermont」                                                                | Don Van Vliet | Don Van Vliet | 3:59 |
| 合計時間:                     | 合計時間: | 17:18         |               |      |

| 全作詞・作曲: Don Van Vliet。 |                                                                                         |               |               |      |
| #                             | タイトル                                                                                | 作詞          | 作曲・編曲    | 時間 |
| 7.                            | 「パチューコ・カディヴァー Pachuco Cadaver」                                            | Don Van Vliet | Don Van Vliet | 4:40 |
| 8.                            | 「ビルズ・コープス Bills Corpse」                                                       | Don Van Vliet | Don Van Vliet | 1:48 |
| 9.                            | 「スウィート・スウィート・バルブス Sweet Sweet Bulbs」                                  | Don Van Vliet | Don Van Vliet | 2:21 |
| 10.                           | 「ネオン・ミート・ドリーム・オブ・ア・オクタフィッシュ Neon Meate Dream of a Octafish」 | Don Van Vliet | Don Van Vliet | 2:25 |
| 11.                           | 「チャイナ・ピッグ China Pig」                                                          | Don Van Vliet | Don Van Vliet | 4:02 |
| 12.                           | 「マイ・ヒューマン・ゲッツ・ミー・ブルース My Human Gets Me Blues」                     | Don Van Vliet | Don Van Vliet | 2:46 |
| 13.                           | 「ダリズ・カー Dali's Car」                                                             | Don Van Vliet | Don Van Vliet | 1:26 |
| 合計時間:                     | 合計時間:                                                                               | 19:28         |               |      |

| 全作詞・作曲: Don Van Vliet。 |                                                                      |               |               |      |
| #                             | タイトル                                                             | 作詞          | 作曲・編曲    | 時間 |
| 14.                           | 「ヘア・パイ:ベイク2 Hair Pie: Bake 2」                              | Don Van Vliet | Don Van Vliet | 2:23 |
| 15.                           | 「ペイナ Pena」                                                      | Don Van Vliet | Don Van Vliet | 2:33 |
| 16.                           | 「ウェル Well」                                                      | Don Van Vliet | Don Van Vliet | 2:07 |
| 17.                           | 「ホウェン・ビッグ・ジョーン・セッツ・アップ When Big Joan Sets Up」 | Don Van Vliet | Don Van Vliet | 5:18 |
| 18.                           | 「フォーリン・ディッチ Fallin' Ditch」                               | Don Van Vliet | Don Van Vliet | 2:08 |
| 19.                           | 「シュガー・アンド・スパイクス Sugar 'n Spikes」                     | Don Van Vliet | Don Van Vliet | 2:30 |
| 20.                           | 「アント・マン・ビー Ant Man Bee」                                   | Don Van Vliet | Don Van Vliet | 3:57 |
| 合計時間:                     | 合計時間:                                                            | 20:56         |               |      |

| 全作詞・作曲: Don Van Vliet。 |                                                                               |               |               |      |
| #                             | タイトル                                                                      | 作詞          | 作曲・編曲    | 時間 |
| 21.                           | 「オレンジ・クロウ・ハンマー Orange Claw Hammer」                             | Don Van Vliet | Don Van Vliet | 3:34 |
| 22.                           | 「ワイルド・ライフ Wild Life」                                                | Don Van Vliet | Don Van Vliet | 3:09 |
| 23.                           | 「シーズ・トゥー・マッチ・フォー・マイ・ミラー She's Too Much for My Mirror」 | Don Van Vliet | Don Van Vliet | 1:40 |
| 24.                           | 「ホーボー・チャング・バ Hobo Chang Ba」                                      | Don Van Vliet | Don Van Vliet | 2:02 |
| 25.                           | 「ブリンプ（マウストラプレプリカ） The Blimp (mousetrapreplica)」             | Don Van Vliet | Don Van Vliet | 2:04 |
| 26.                           | 「スティール・ソフトリー・スルー・スノウ Steal Softly thru Snow」             | Don Van Vliet | Don Van Vliet | 2:18 |
| 27.                           | 「オールド・ファート・アット・プレイ Old Fart at Play」                       | Don Van Vliet | Don Van Vliet | 1:51 |
| 28.                           | 「ヴェテランズ・デイ・ポピー Veteran's Day Poppy」                            | Don Van Vliet | Don Van Vliet | 4:31 |
| 合計時間:                     | 合計時間:                                                                     | 21:09         |               |      |

### CD
| #         | タイトル | 作詞  | 作曲・編曲 | 時間 |
| --------- | --- | ----- | ---------- | ---- |
| 1.        | 「フロウンランド Frownland」                                                                                             |       |            | 1:41 |
| 2.        | 「ザ・ダスト・ブロウズ・フォワード・アンド・ザ・ダスト・ブロウズ・バック The Dust Blows Forward 'n the Dust Blows Back」 |       |            | 1:53 |
| 3.        | 「ダッハウ・ブルース Dachau Blues」                                                                                      |       |            | 2:21 |
| 4.        | 「エラ・グールー Ella Guru」                                                                                             |       |            | 2:26 |
| 5.        | 「ヘア・パイ:ベイク1 Hair Pie: Bake 1」                                                                                  |       |            | 4:58 |
| 6.        | 「ムーンライト・オン・ヴァーモント Moonlight on Vermont」                                                                |       |            | 3:59 |
| 7.        | 「パチューコ・カディヴァー Pachuco Cadaver」                                                                             |       |            | 4:40 |
| 8.        | 「ビルズ・コープス Bills Corpse」                                                                                        |       |            | 1:48 |
| 9.        | 「スウィート・スウィート・バルブス Sweet Sweet Bulbs」                                                                   |       |            | 2:21 |
| 10.       | 「ネオン・ミート・ドリーム・オブ・ア・オクタフィッシュ Neon Meate Dream of a Octafish」                                  |       |            | 2:25 |
| 11.       | 「チャイナ・ピッグ China Pig」                                                                                           |       |            | 4:02 |
| 12.       | 「マイ・ヒューマン・ゲッツ・ミー・ブルース My Human Gets Me Blues」                                                      |       |            | 2:46 |
| 13.       | 「ダリズ・カー Dali's Car」                                                                                              |       |            | 1:26 |
| 14.       | 「ヘア・パイ:ベイク2 Hair Pie: Bake 2」                                                                                  |       |            | 2:23 |
| 15.       | 「ペイナ Pena」 |       |            | 2:33 |
| 16.       | 「ウェル Well」 |       |            | 2:07 |
| 17.       | 「ホウェン・ビッグ・ジョーン・セッツ・アップ When Big Joan Sets Up」                                                     |       |            | 5:18 |
| 18.       | 「フォーリン・ディッチ Fallin' Ditch」                                                                                   |       |            | 2:08 |
| 19.       | 「シュガー・アンド・スパイクス Sugar 'n Spikes」                                                                         |       |            | 2:30 |
| 20.       | 「アント・マン・ビー Ant Man Bee」                                                                                       |       |            | 3:57 |
| 21.       | 「オレンジ・クロウ・ハンマー Orange Claw Hammer」                                                                        |       |            | 3:34 |
| 22.       | 「ワイルド・ライフ Wild Life」                                                                                           |       |            | 3:09 |
| 23.       | 「シーズ・トゥー・マッチ・フォー・マイ・ミラー She's Too Much for My Mirror」                                            |       |            | 1:40 |
| 24.       | 「ホーボー・チャング・バ Hobo Chang Ba」                                                                                 |       |            | 2:02 |
| 25.       | 「ブリンプ（マウストラプレプリカ） The Blimp (Mousetrapreplica)」                                                        |       |            | 2:04 |
| 26.       | 「スティール・ソフトリー・スルー・スノウ Steal Softly thru Snow」                                                        |       |            | 2:18 |
| 27.       | 「オールド・ファート・アット・プレイ Old Fart at Play」                                                                  |       |            | 1:51 |
| 28.       | 「ヴェテランズ・デイ・ポピー Veteran's Day Poppy」                                                                       |       |            | 4:31 |
| 合計時間: | 合計時間: | 78:51 |            |      |

## 参加メンバー

### ミュージシャン
番号はトラック・ナンバーを示す。
Captain Beefheart and His Magic Band
- Captain Beefheart （Don Van Vliet） – ヴォーカル、バッキング・ヴォーカル、スポークン・ワード、テナー・サックス、ソプラノ・サックス、ベース・クラリネット
- Antennae Jimmy Semens （Jeff Cotton） – ギター、スライド・ギター、ヴォーカル（15、25）
- Zoot Horn Rollo （Bill Harkleroad） – ギター、スライド・ギター、フルート（24）
- Rockette Morton （Mark Boston） – ベース・ギター、ナレーション（3、18）
- Drumbo （John French） – ドラムス、パーカッション
- The Mascara Snake （Victor Hayden） – バスクラリネット、バッキング・ヴォーカル（4）

その他
- Gary Marker[注釈 18] – ベース・ギター（6、28）
- Doug Moon[24] [注釈 19] – アコースティック・ギター（11）

### 制作
- Frank Zappa – プロデューサー
- Cal Schenkel – アルバム・デザイン、撮影
- Ed Caraeff – 撮影